# Klaus Wallenstein
Klaus Wallenstein (* 5. Dezember 1943 in Salzwedel) ist ein ehemaliger deutscher Archäologe.

## Leben
Klaus Wallenstein studierte von 1963 bis 1970 Klassische Archäologie, Alte Geschichte und Lateinische Philologie an den Universitäten Münster und Tübingen und wurde 1970 in Tübingen bei Ulrich Hausmann promoviert. Anschließend verfasste er für das Corpus Vasorum Antiquorum Deutschland zwei Bände zu Beständen der Antikensammlung der Universität Tübingen. Später wechselte er den Beruf und arbeitete bis zur Pensionierung Ende 2008 als Grubenelektriker in der Zeche Niederberg.
Wallenstein war Mitglied des Zentralkomitees der Marxistisch-Leninistischen Partei Deutschlands (MLPD). 2005, 2009 und 2013 kandidierte er ohne Erfolg als Direktkandidat der MLPD im Bundestagswahlkreis Krefeld II – Wesel II. Er war für das Wahlbündnis „NV-Auf geht's“ Mitglied im Rat der Stadt Neukirchen-Vluyn, ab 2005 als Fraktionsvorsitzender.

## Veröffentlichungen
- Korinthische Plastik des 7. und 6. Jahrhunderts vor Christus. (= Abhandlungen zur Kunst-, Musik- und Literaturwissenschaft Bd. 113). Bouvier, Bonn 1971, ISBN 3-416-00792-1 (= Dissertation, mit Lebenslauf)
- Corpus Vasorum Antiquorum. Deutschland Bd. 36. Tübingen, Antikensammlung des Archäologischen Instituts der Universität. Bd. 1. C. H. Beck, München 1973, ISBN  3-406-00936-0
- Corpus Vasorum Antiquorum. Deutschland Bd. 44. Tübingen, Antikensammlung des Archäologischen Instituts der Universität. Bd. 2. C. H. Beck, München 1979, ISBN  3-406-06344-6